# 소천중학교
소천중학교(小川中學校)는 대한민국 경상북도 봉화군 소천면 현동리에 있는 공립 중학교이다.

## 학교 연혁
- 1951년 9월 1일 : 소천고등공민학교 설립 인가
- 1955년 5월 19일 : 소천중학교 설립 인가(3학급)
- 1955년 6월 18일 : 소천중학교 개교(초대 유백선 교장 취임)
- 1971년 3월 1일 : 소천중학교 옥방분교 설립 인가
- 1971년 3월 20일 : 옥방분교장 개교
- 1983년 1월 10일 : 소천고등학교 설립 인가(6학급)
- 1995년 3월 1일 : 옥방분교장 폐교 및 본교 통폐합
- 2016년 3월 1일 : 제36대 김유태 교장 취임
- 2017년 2월 10일 : 중학교 제60회 8명(누계 4,691명) 졸업
- 2017년 3월 2일 : 입학식(중학교 6명 입학)
- 2018년 2월 9일 : 소천중 제61회 6명(누계 4,697명) 졸업
- 2018년 2월 9일 : 소천고 제33회 14명(누계 1,365명) 졸업
- 2018년 3월 1일 : 제37대 권중섭 교장 취임
- 2018년 3월 2일 : 입학식 중학생 3명 입학
- 2019년 2월 14일 : 소천중 제 62회 8명(총 4,705명) 졸업
- 2019년 3월 4일 : 1학년 8명 입학
- 2020년 2월 12일 : 소천중 제 63회 5명(총 4,710명) 졸업
- 2020년 3월 2일 : 1학년 8명 입학
- 2021년 1월 13일 : 소천중 제64회 졸업 2명(총 4,712명) 졸업
- 2021년 3월 2일 : 1학년 1명 입학
- 2018년 3월 1일 : 소천고등학교 폐교
- 2021년 9월 1일 : 제38대 박경철 교장 취임
- 2023년 12월 29일 : 소천중 제67회 졸업 2명(총 4,729명) 졸업
- 2024년 3월 4일 : 1학년 5명 입학

## 참고 자료
- 소천중학교 - 한국교육학술정보원 학교알리미